# Mimosa minutifolia
Mimosa minutifolia är en ärtväxtart som beskrevs av Robinson och Jesse More Greenman. Mimosa minutifolia ingår i släktet mimosor, och familjen ärtväxter. Inga underarter finns listade i Catalogue of Life.